# The Strange Case Of...
The Strange Case Of... – drugi album studyjny hardrockowego zespołu Halestorm, wydany 10 kwietnia 2012 przez Atlantic Records. Produkcją albumu zajął się ponownie Howard Benson. W 2013 roku singel "Love Bites (So Do I)" został laureatem nagrody Grammy.

## Lista utworów
1. "Love Bites (So Do I)" - 3:11
2. "Mz. Hyde" - 3:22
3. "I Miss the Misery" - 3:03
4. "Freak Like Me" - 3:38
5. "Beautiful with You" - 3:16
6. "In Your Room" - 2:46
7. "Break In" - 4:45
8. "Rock Show" - 3:19
9. "Daughters of Darkness" - 3:55
10. "You Call Me a Bitch Like It's a Bad Thing" - 3:11
11. "American Boys" - 3:28
12. "Here's to Us" - 2:57

Deluxe Edition
1. "Don't Know How to Stop" - 3:55
2. "Private Parts" (feat. James Michael) - 3:59
3. "Hate It When You See Me Cry" - 3:11

Wydanie japońskie
1. "Slave to the Grind" - 3:31 (cover Skid Row)
2. "Bad Romance" - 4:08 (cover Lady Gagi)
3. "Hunger Strike" - 4:14 (cover Temple of the Dog)
4. "All I Wanna Do is Make Love to You" - 5:02 (cover Heart)
5. "I Want You (She's So Heavy)" - 6:49 (cover the Beatles)

Reedycja
1. "Here's to Us" (Guest Version)[5] - 3:15

Deluxe Version na iTunes
1. "Don't Know How to Stop" - 3:55
2. "Private Parts" (feat. James Michael) - 3:59
3. "Hate It When You See Me Cry" - 3:11
4. "Here's to Us" (Guest Version)